# Освета је послужена
Освета је послужена немачки је филм из 2025. у режији и по сценарију Неле Милер Штефен. Филм прати богату немачку породицу која ангажује младу жену као кућну помоћницу током летњег одмора у Прованси, након чега се живот читаве породице постепено мења, са драматичним последицама.
Премијера је приказана 18. фебруара 2025. на Берлинском филмском фестивалу. Филм је 7. марта 2025. широм света приказао Netflix.

## Радња
Током одмора у руралној Француској, богата немачка породица упознаје младу хотелску собарицу с мрачним намерама.

## Улоге
| Глумац             | Улога   |
| ------------------ | ------- |
| Валери Пахнер      | Естер   |
| Фахри Јардим       | Џон     |
| Карла Дијаз        | Теодора |
| Нејла Шуберт       | Алба    |
| Каспар Хофман      | Филип   |
| Жилијен де сан Жан | Лисјен  |
| Сина Мартенс       | Кора    |
| Јохан фон Билов    | Аки     |
| Нина Зем           | Естел   |
| Мивек Пака         | Принс   |
| Том Реј            | Бојан   |
| Мелоди Каста       | Амбер   |
| Џоеп Паденбург     | Ерик    |